# Metapanamomops
Metapanamomops kaestneri és una espècie d'aranya araneomorfa de la subfamília Erigoninae, dins de la família Linyphiidae. És l'únic membre del gènere monotípic Metapanamomops.
Fou descrit per primera vegada per Alfred Frank Millidge l'any 1977,
És un endemisme d'Alemanya, Polònia i Ucraïna.